# Светлые нивы
«Светлые нивы» (пол. Jasne Łany) — польский чёрно-белый художественный фильм 1947 года, драма в жанре социалистического реализма.

## Сюжет
В село приехал молодой учитель. Он начинает электрификацию, устраивает школу и светлицу. Не нравится это сельскому богачу — мельнику, который обманывает селян, торгует самогонкой и сотрудничает с контрреволюционерами, скрывающимися в лесах. Враги разрушили школу и ранили учителя, но их разоблачили и арестовали. Учитель женился на красивой девушке, когда в селе вспыхнули первые лампочки. Всего этого не смог увидеть лишь бедный Ясек, ослепший от некачественной самогонки мельника.

## В ролях
- Януш Страхоцкий — Грузда
- Казимеж Деймек — Анджей Стемпкович, учитель
- Зофья Перчинская — Магда
- Ян Курнакович — Михал Клеха
- Ханка Белицкая — Клехна
- Леопольд Садурский — Ясек
- Барбара Рахвальская — Мария
- Казимеж Деюнович — Франек Сарна
- Мария Каневская — Стаха Сарнова
- Феликс Жуковский — Якуб Ручай, мельник
- Анджей Лапицкий — Лесьневский, бывший учитель
- Адам Миколаевский — Дзевонь
- Ежи Вальчак — крестьянин пьяница
- Бронислав Дарский — крестьянин
- Лех Ордон — крестьянин

## Высказывания о фильме
Станислав Лем так отзывался о фильме: «В нём была такая прекрасная деревня, всё в ней было «тра-ля-ля», люди тоже были «тра-ля-ля», крестьянин за плугом не потел, так как известно, что при социализме никто не потеет… Что-то страшное!»